# ایوان لندر

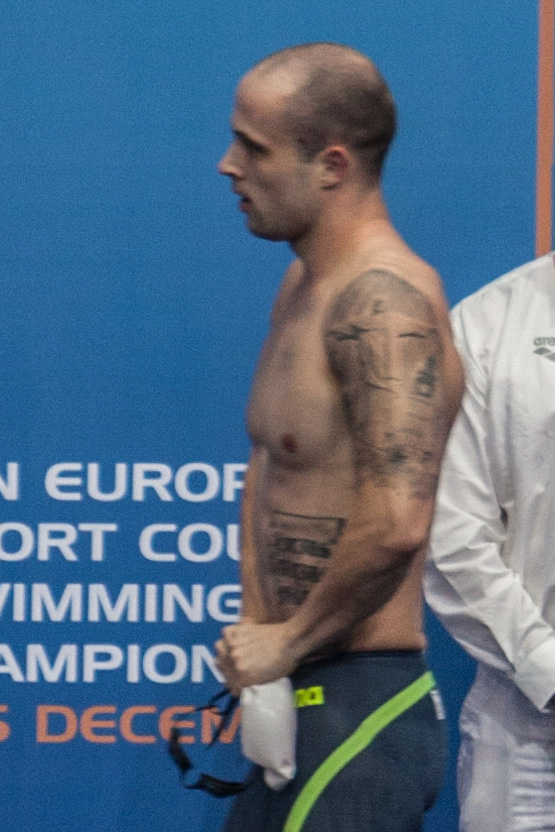
ایوان لندر در سال ۲۰۱۵

ایوان لندر (به انگلیسی: Ivan Lenđer) (زادهٔ ۲۹ ژوئیهٔ ۱۹۹۰) شناگر اهل صربستان است.